# اتللو هانتر
اتللو هانتر (انگلیسی: Othello Hunter؛ زادهٔ ۲۸ مهٔ ۱۹۸۶) بازیکن بسکتبال اهل ایالات متحده آمریکا است. از باشگاه‌هایی که در آن بازی کرده‌است می‌توان به آتلانتا هاوکس و باشگاه بسکتبال المپیاکوس اشاره کرد.